# Virgílio Gomes da Silva
Virgílio Gomes da Silva (codinome: Jonas; São Tomé, 15 de agosto de 1933 — São Paulo, 29 de setembro de 1969) foi um operário, sindicalista e guerrilheiro brasileiro que se destacou na luta armada de esquerda no Brasil contra a ditadura militar na década de 1960. Dissidente do Partido Comunista Brasileiro (PCB), juntou-se  à Aliança Libertadora Nacional (ALN) e liderou o sequestro do embaixador dos Estados Unidos, Charles Burke Elbrick, em 1969.
Foi o primeiro preso político a ser declarado desaparecido após a edição do Ato Institucional nº 5. Em 2004 foram encontrados documentos demonstrando que foi morto sob tortura por agentes públicos.

## Biografia

### Juventude
Nascido no povoado de Sítio Novo, em São Tomé, no Rio Grande do Norte, Virgílio foi um dos milhares de migrantes nordestinos que escolheram como destino a capital de São Paulo. Filho de Sebastião Gomes da Silva e Izabel Gomes da Silva, ainda criança mudou-se com a família para o Pará, onde todos trabalhavam no grande seringal pertencente à empresa Ford, em Fordlândia. Em 1945, Virgílio retornou à sua cidade natal com a mãe e dois irmãos e passaram a obter seu sustento pela agricultura de subsistência. Em 1951, Virgílio mudou-se para a cidade de São Paulo, onde trabalhou como garçom, balconista, mensageiro das empresas Italcabe e Oeste e vigia da Companhia Antarctica Paulista. Acumulando dois empregos, juntou dinheiro para comprar uma pensão no bairro do Brás e conseguiu trazer a mãe e os irmãos para junto de si. Em 1957 mudou-se com os irmãos para o distrito de São Miguel Paulista, na Zona Leste de São Paulo, onde acabou sendo contratado como operário da Nitro Química, empresa do Grupo Votorantim. No mesmo ano filiou-se ao Partido Comunista Brasileiro (PCB) e iniciou sua militância política pelo movimento sindical, tendo sido um quadro importante, embora nunca um diretor, do Sindicato dos Químicos e dos Farmacêuticos de São Paulo.

### Movimento sindical
Virgílio iniciou seu trabalho no sindicato como escriturário na subsede de São Miguel. Com o desenvolvimento de sua militância, liderou em 1963 uma greve pela conquista do 13º salário. Ao buscar apoio dos trabalhadores de uma fábrica pertencente ao grupo Lutfalla, foi alvejado por um dos dirigentes da empresa. Em meio ao confronto, os operários conseguiram entrar na fábrica e interromper o funcionamento das máquinas. Alguns deles foram feridos e levados ao Hospital Brasília, na cidade de São Paulo, enquanto os demais continuaram a enfrentar a polícia. Após o incidente, Virgílio foi transferido para a sede do sindicato e só saiu de lá após o golpe de 1964, que cassou toda a diretoria e instaurou um inquérito policial para investigar os chamados "atos subversivos" cometidos pelos sindicalistas do ramo químico, onde Virgílio era o mais novo entre os indiciados, com 32 anos à época. No inquérito, o Sindicato dos Químicos foi descrito como "uma verdadeira célula comunista agindo por todos os meios e a todo vapor pela comunicação do operariado bandeirante, pela conspiração contra a Constituição, pela derrubada do governo e pela tomada deste pelos asseclas de Moscou e Pequim". Militantes da categoria foram acusados de envolvimento em um suposto projeto que visava implantar uma "República Sindicalista" no Brasil, e por isso Vigílio acabou sendo preso em outubro de 1964. Muito embora tenha sido libertado em poucos dias, Vigílio continuou sendo perseguido e vigiado pela polícia política até optar pelo exílio no Uruguai. A instalação da ditadura fechou os espaços democráticos de manifestação e frustrou a expectativa de uma transformação pacífica da sociedade brasileira, levando à radicalização das posições de muitos militantes de esquerda que optaram pela luta armada como forma de enfrentamento.

### Aliança Libertadora Nacional
Com o acirramento da conjuntura internacional marcada pela Guerra do Vietnã, pela Revolução Cultural Chinesa e pela disseminação das teses da Revolução Cubana, Virgílio se alinhou com as posições de Carlos Marighella que criticava a linha pacífica do PCB e propunha que o partido passasse a ação revolucionária armada. A liderança de Marighella e Joaquim Câmara Ferreira deu origem à chamada Dissidência de São Paulo, que em sua declaração geral apresentava a guerrilha como o método mais eficaz para iniciar e desenvolver a luta revolucionária na América Latina. Após a Conferência da Organização Latino-Americana de Solidariedade (OLAS) realizada em Havana em 1967, os dissidentes foram definitivamente expulsos do PCB, resultando na criação da Aliança Libertadora Nacional. Virgílio então passou a integrar no ano seguinte o primeiro grupo enviado para treinamento militar em Cuba. Na volta ao Brasil, foi incorporado ao Grupo Tático Armado (GTA) da ALN e adotou o codinome de Jonas quando assumiu sua direção, após a morte de Marco Antônio Brás de Carvalho. Sua escolha também implicava em levar uma vida clandestina, longe da família, como a de muitos outros que optaram pela mesma luta.

#### O sequestro do embaixador
No começo de setembro de 1969, Virgílio liderou o planejamento e a execução do sequestro do embaixador dos Estados Unidos no Brasil, Charles Burke Elbrick, no Rio de Janeiro. Elbrick ficou em cativeiro entre os dias 4 e 7 de setembro de 1969. Nesse meio-tempo, os sequestradores anunciaram que a sua libertação estaria condicionada à soltura de 15 prisioneiros políticos brasileiros, ligados a outros movimentos guerrilheiros.

### Morte
Virgílio foi a primeira pessoa a ter a morte confirmada pelas forças da repressão política da época. Ele foi preso na Avenida Duque de Caixas, em São Paulo, no dia 29 de setembro de 1969, encapuzado e levado pelos agentes da Operação Bandeirantes - OBAN (renomeada DOI-CODI/SP, em 1970). Foi morto nas dependências do prédio onde funcionava a OBAN, na Vila Mariana, Zona Sul de São Paulo, horas após ter sido preso. Seu irmão, Francisco Gomes da Silva, preso dois dias antes, testemunhou que viu Virgílio na prisão com as mãos algemadas para trás, enfrentando cerca de quinze pessoas e sendo agredidos por elas, até que levou um chute na cabeça que produziu um ferimento grave. Depois de doze horas de tortura, Virgílio  acabou morrendo  em consequência dos ferimentos. Os chefes do centro da época eram o major Inocêncio Fabrício de Matos Beltrão e o major Valdir Coelho, que lideraram a tortura ao preso. Além deles, também fizeram parte do grupo, Benone Arruda Albernaz, Dalmo Lúcio Muniz Cirillo, Maurício Lopes Lima, Homero César Machado, o capitão Tomás, da Polícia Militar, o delegado Otávio Gonçalves Moreira Jr., do DOPS-SP, o sargento da PM Paulo Bordini, os agentes policiais Maurício de Freita, Paulo Rosa, o delegado Raul Nogueira de Lima (o "Raul Careca"), também do  DOPS, o capitão da PM Coutinho  e o agente Américo, da Polícia Federal.
A esposa de Virgílio, Ilda, foi presa no dia seguinte, no município de São Sebastião, e também conduzida à sede da  Oban. Seus  filhos, exceto Gregório, também foram presos e levados ao Dops e, em seguida, para o Juizado de Menores. Ilda ficou presa por nove meses, quatro dos quais  passou sem contato com os filhos ou com a família, no DOPS e depois no Presídio Tiradentes.
No ano de 2004, as fotos e o laudo do corpo de Virgílio foram encontrados, revelando as escoriações e hematomas em seus órgãos internos e um afundamento do osso frontal. O corpo de Virgílio fora encontrado no dia seguinte à sua morte, em um terreno baldio no Centro da cidade de São Paulo, e encaminhado ao Instituto Médico-Legal. Segundo os primeiros registros do Exército, Virgílio  teria sido morto por ter resistido à prisão. Todavia, posteriormente, outros documentos evidenciaram as reais circunstâncias da sua morte; o caso passou a ser tratado sob sigilo, e as autoridades divulgaram a versão de que ele teria desaparecido. Apesar de o corpo de Virgílio ter sido enterrado no cemitério da Vila Formosa, nunca foi encontrado.

## Vida pessoal
Casou-se com Ilda Martins da Silva, em 21 de maio de 1960. Os dois se conheceram em 1957, quando trabalhavam na Nitro Química. O casal teve quatro filhos: Vlademir, nascido em 1961; Virgílio Gomes da Silva Filho, em 1962; Gregório, em 1967, e Isabel, nascida em 1969.
Virgílio gostava muito de exercícios físicos, assim como Carlos Marighella, lutava boxe amador e corria, tendo disputado uma edição da Corrida de São Silvestre. Virgílio Filho contou, no filme A Torre, de Nádia Mangolini, que o boxe era a grande paixão de seu pai e que costumava treinar com seus filhos.

## Representações na cultura popular
- No filme O Que É Isso, Companheiro?, de Bruno Barreto, baseado no livro homônimo de Fernando Gabeira, "Jonas" (Virgílio), interpretado por Matheus Nachtergaele, é apresentado como um homem desequilibrado, grosseiro e agressivo - muito diferente do que era, segundo quem conviveu com ele. Franklin Martins o descreve como uma pessoa tranquila, simples e determinada. Por isso, Ilda, a viúva de Virgílio, processou  a produtora do filme, por difamação.[3][5][18]
- Torre, documentário-animação de Nádia Mangolini, contendo depoimentos dos filhos de Virgílio Gomes da Silva e Ilda Martins da Silva.[19]
- No filme Marighella (2021), é interpretado por Jorge Paz.